# 橋本萬太郎
橋本 萬太郎（はしもと まんたろう、1932年11月26日 - 1987年6月7日）は、日本の言語学者。中国語の研究から、言語類型論と言語地理学を結び付けた言語類型地理論を提唱した。

## 経歴
群馬県新田郡沢野村（現太田市）生まれ。群馬県立太田高等学校、1955年に東京大学文学部中国文学科を卒業。1960年に同大学院博士課程中退。1965年、オハイオ州立大学で言語学の博士号を取得。
1966年2月から8月までハワイ大学助教授、4月大阪市立大学講師、1967年より助教授。1968年9月よりプリンストン大学准教授。1970年7月より東京外国語大学アジア・アフリカ言語文化研究所の助教授となり、1973年6月より教授。

## 研究内容・業績
橋本はシナ語派の諸言語を精密に観察し、海南島で話される言語が閩語の一種であることを明らかにした。
また、従来の比較言語学による系統論的分析によらずとも、アジア大陸の諸言語は系統が異なっていても、ひとつの連続帯を構成していると考え、言語類型地理論を開発したまた。
統辞構造などの特徴によって地域分布を類型分析すると、粤語から北方方言に至る中国の諸言語において、南ほどタイ・カダイ的で、単音節語が多く、声調が多く、SVO型であり、北ほどアルタイ的で、多音節語が多く、声調が少なく、SOV型であることを指摘し、古代漢語から現代漢語への変化が、南から北への変化と等しいことを示した。例えば以下の古代と現代の文では語順が全く異なる。
- 古代: 呉 敗 越 于夫椒。(呉は夫椒で越を破った。主語 - 動詞 - 目的語 - 副詞)
- 現代: 呉軍 在夫椒 把越軍 打敗了。(〃 主語-副詞-目的語-動詞)

そしてこれを、中国大陸では古代から一貫して北から南への人口移動があり、中国語自体が北方化したためであるとした。また、漢字が北方を中心とする周圏分布をなすことを示した。古代漢語、粤語、日本語で「目」、「口」、「食」、「飲」と書くところを、現代北方語では「眼睛」、「嘴」、「吃」、「喝」と書く。
統辞構造の変化は時間的歴史的にもみられ、殷代の甲骨文をみると「猶大」（大いなる道）「祖甲」（甲という祖先）「丘商」（商の丘）など、修飾語を被修飾語の後ろに重ねていく順行構造をもっていた。これは現在のタイ語、カンボジア語、マレー語などの南方系言語も同じである。ところが周代以降、とくに春秋時代（紀元前8世紀ごろ）以降、「大道」「甲祖」など、修飾語が被修飾語の前につく逆行構造へ変化する。この中国語の名詞句の変化の時期について橋本は紀元前10世紀末とみなした。さらに動詞の変化については一世紀ほどおくれて紀元前1000年初頭と推定した。周による諸民族の統合同化によって、これらの言語構造の変化が生じて、のちの漢民族の形成となったと橋本はみなしている。

## 家族・親族
- 妻：余靄芹 (Yú ǎi qín) も言語学者である。

## 著書

### 単著
- 客家語基礎語彙集 東京外国語大学アジア・アフリカ言語文化研究所 1972-73
- 橋本萬太郎『言語類型地理論』弘文堂〈弘文堂選書〉、1978年。 NCID BN0045032X。全国書誌番号:78006192。
- 現代博言学 言語研究の最前線 大修館書店 1981.2
- 橋本萬太郎『納西語料 : 故橋本萬太郎教授による調査資料』東京外国語大学アジア・アフリカ言語文化研究所〈アジア・アフリカ基礎語彙集シリーズ〉、1988年3月。 NCID BN02939160。全国書誌番号:89006688。
- 橋本萬太郎著作集 全3巻 内山書店 1999-2000

### 編纂
- 世界の中の日本文字 その優れたシステムとはたらき 弘文堂 1980.3
- 漢民族と中国社会 山川出版社 1983.12（民族の世界史）

### 翻訳
- 現代言語学の基礎 N・チョムスキー,M.ハレ 原田信一共訳 大修館書店 1972
- 言語学入門 言語と記号システム ユアン・レン・チャオ 岩波書店 1980.2
- 中国語動詞の研究 C.E.ヤーホントフ 白帝社 1987.11 (中国語学研究叢書）

## 記念論集
- 橋本萬太郎紀念中国語学論集 / 余靄芹,遠藤光暁編 内山書店 1997.6

## 記念賞
国際中国語言学学会 (International Association of Chinese Linguistics, IACL) では、橋本を記念して橋本萬太郎歴史音韻学賞 (Mantaro J. Hashimoto Award) を設けている。